# Enochrus cuspidatus
Enochrus cuspidatus är en skalbaggsart som först beskrevs av Leconte 1878.  Enochrus cuspidatus ingår i släktet Enochrus och familjen palpbaggar. Inga underarter finns listade i Catalogue of Life.